# Parechthistatus
Parechthistatus is een kevergeslacht uit de familie van de boktorren (Cerambycidae). De wetenschappelijke naam van het geslacht werd voor het eerst geldig gepubliceerd in 1942 door Breuning.

## Soorten
Parechthistatus omvat de volgende soorten:
- Parechthistatus chinensis Breuning, 1942
- Parechthistatus gibber (Bates, 1873)
- Parechthistatus sangzhiensis Hua, 1992